# Hélène Receveaux
Hélène Receveaux, née le 28 février 1991 à Chenôve, est une judokate française évoluant dans la catégorie des moins de 57 kg (poids légers).

## Biographie
En 2010, Hélène Receveaux remporte ses premiers titres dans des compétitions internationales en junior, d'abord le championnat d'Europe à Samokov, puis le championnat du monde d'Agadir,. L'année suivante, elle remporte deux médailles de bronze lors de l'Universiade d'été de 2011. Elle obtient la médaille d'argent des championnats d'Europe des moins de 23 ans. Elle remporte une médaille de bronze par équipes lors de l'Universiade d'été de 2013.
C'est en tant que remplaçante qu'Hélène Receveaux se rend à Rio de Janeiro pour les mondiaux 2013. Elle est finalement alignée dans la compétition par équipes, où elle présente un bilan d'une victoire pour trois défaites. Elle obtient ainsi une médaille de bronze.
Durant l'année 2015, elle obtient des résultats importants sur la scène internationale en terminant deuxième du Masters mondial de judo disputé à Rabat, puis à cette même place au tournoi de Oulan-Bator. Elle obtient sa sélection pour les mondiaux d'Astana où elle perd au premier tour sur ippon, étranglement, face à la Canadienne Catherine Beauchemin-Pinard. En fin d'année, elle termine troisième au tournoi de Tachkent et elle perd en finale du Grand Slam de Tokyo face à la Japonaise Tsukasa Yoshida.

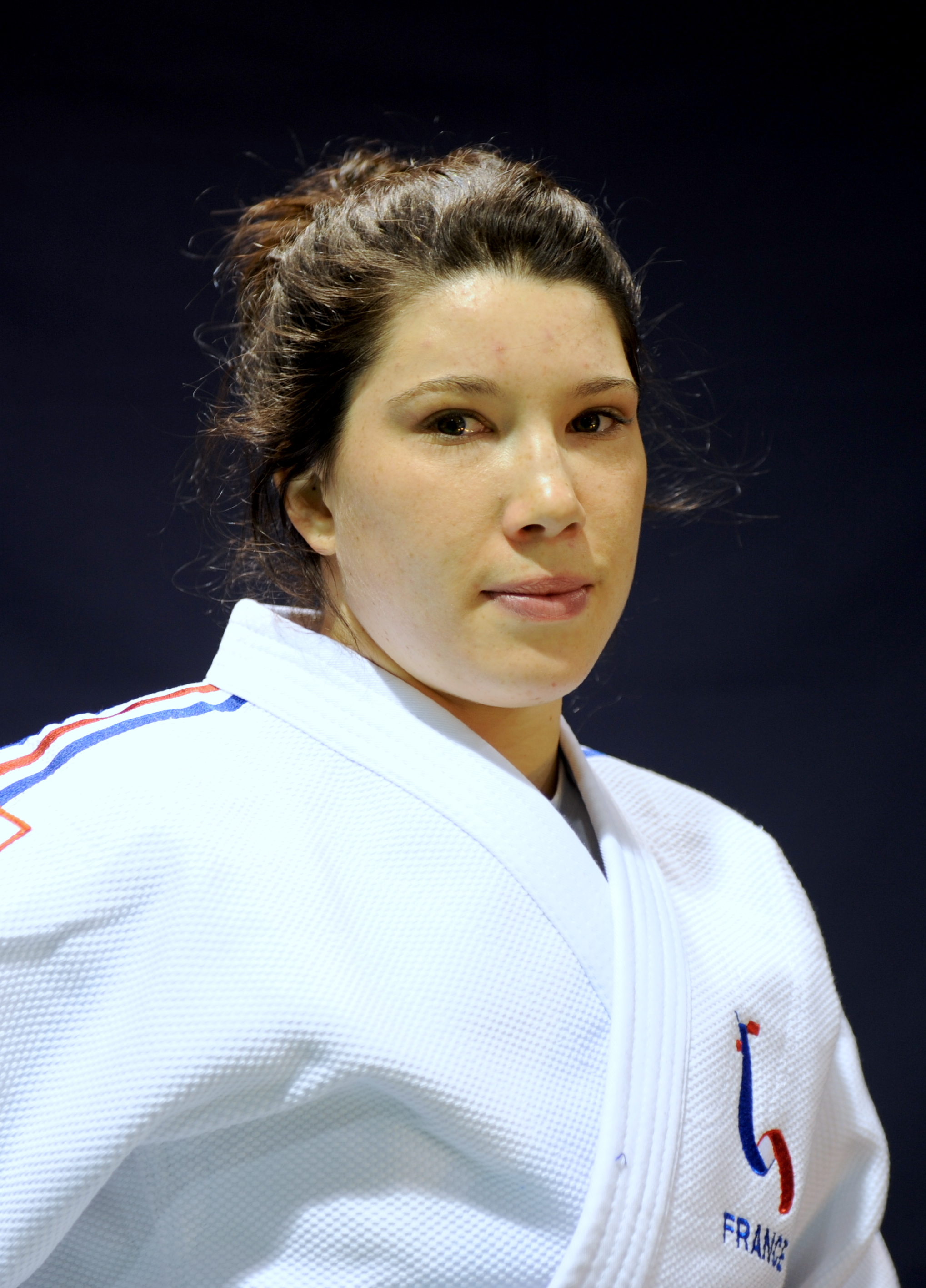
Hélène Receveaux, le 25 janvier 2011 à l'Insep à Paris.

Éliminée au deuxième tour du tournoi de Paris, elle termine deuxième au Grand Prix de Düsseldorf et obtient sa sélection pour les championnats d'Europe 2016 de Kazan. Lors de ceux-ci, elle termine cinquième. Elle est battue en demi-finale par Automne Pavia qui remporte le titre, Receveaux s'inclinant face à l'Israélienne Timna Nelson Levy pour la médaille de bronze. C'est Pavia qui est choisie pour défendre les couleurs françaises aux Jeux olympiques de Rio de Janeiro.
Elle commence sa saison 2017 par une deuxième place au tournoi de Paris, battue par la Coréenne Kwon Youjeong après avoir éliminé Priscilla Gneto en demi-finale. Elle obtient ensuite son premier podium international aux championnats d'Europe, s'adjugeant la médaille de bronze dans la catégorie des moins de 57 kg. La même année, elle remporte la médaille de bronze aux championnats du monde. Elle obtient une deuxième médaille de bronze lors de ces mondiaux lors de la compétition par équipes, apportant le premier point aux Français lors du match pour la troisième place les opposant aux Russes. En fin d'année, elle est éliminée par la Japonaise Udaka Nae au tournoi de Tokyo, puis obtient la troisième place du Masters mondial, disputé à Saint-Pétersbourg, en battant Rafaela Silva.
Aux championnats d'Europe 2018 de Tel Aviv, elle est battue dès son entrée en lice, par la Russe Konkina. Elle est battue en finale de repêchage des mondiaux de Bakou par l'Allemande Theresa Stoll sur ippon.

## Distinctions
- Médaille de la jeunesse, des sports et de l'engagement associatif, argent (2018)

## Palmarès

### Compétitions internationales
| Année | Compétition                  | Lieu     | Résultat | Catégorie      |
| ----- | ---------------------------- | -------- | -------- | -------------- |
| 2010  | Championnats du monde junior | Agadir   | 1re      | Moins de 57 kg |
| 2010  | Championnats d'Europe junior | Samokov  | 1re      | Moins de 57 kg |
| 2017  | Championnats d'Europe        | Varsovie | 3e       | Moins de 57 kg |
| 2017  | Championnats du monde        | Budapest | 3e       | Moins de 57 kg |

Outre ses médailles individuelles, elle obtient des médailles dans des compétitions par équipes
| Année | Compétition                   | Lieu           | Résultat |
| ----- | ----------------------------- | -------------- | -------- |
| 2013  | Championnats du monde         | Rio de Janeiro | 3e       |
| 2015  | Jeux européens                | Bakou          | 1re      |
| 2017  | Championnats du monde (mixte) | Budapest       | 3e       |
| 2018  | Championnats du monde (mixte) | Bakou          | 2e       |

### Tournois Grand Chelem et Grand Prix
| Année | Compétition             | Lieu              | Résultat | Catégorie      |
| ----- | ----------------------- | ----------------- | -------- | -------------- |
| 2012  | Grand Prix Abu Dhabi    | Abu Dhabi         | 1re      | Moins de 57 kg |
| 2014  | Grand Prix de Budapest  | Budapest          | 2e       | Moins de 57 kg |
| 2014  | Grand Prix de Jeju      | Jeju              | 2e       | Moins de 57 kg |
| 2015  | Masters mondial de judo | Rabat             | 2e       | Moins de 57 kg |
| 2015  | Tournoi de Oulan-Bator  | Oulan-Bator       | 2e       | Moins de 57 kg |
| 2015  | Grand Prix de Tachkent  | Tachkent          | 3e       | Moins de 57 kg |
| 2015  | Grand Slam de Tokyo     | Tokyo             | 2e       | Moins de 57 kg |
| 2016  | Grand Prix Düsseldorf   | Düsseldorf        | 2e       | Moins de 57 kg |
| 2016  | Grand Prix Samsun       | Samsun            | 1re      | Moins de 57 kg |
| 2016  | Masters mondial de judo | Guadalajara       | 2e       | Moins de 57 kg |
| 2016  | Grand Prix Abu Dhabi    | Abu Dhabi         | 1re      | Moins de 57 kg |
| 2017  | Tournoi de Paris        | Paris             | 2e       | Moins de 57 kg |
| 2017  | Masters mondial         | Saint-Pétersbourg | 3e       | Moins de 57 kg |
| 2018  | Grand Prix Tbilissi     | Tbilissi          | 2e       | Moins de 57 kg |
| 2019  | Grand Prix Tbilissi     | Tbilissi          | 3e       | Moins de 57 kg |